# Ernst Heinrich (Bauforscher)
Ernst Heinrich (* 15. Dezember 1899 in Spandau; † 28. März 1984 ebenda) war ein deutscher Bauforscher.
Nach dem Studium der Architektur an der Technischen Hochschule Berlin von 1920 bis 1925 wurde er dort 1933 promoviert. 1948 habilitierte er sich an der Technischen Universität Berlin, wurde zunächst Privatdozent und 1952 Professor und Lehrstuhlinhaber für Baugeschichte und Bauaufnahme an der TU Berlin. Diesen Lehrstuhl behielt er bis zu seiner Emeritierung 1965.
Im Bereich der Historischen Bauforschung betrieb er insbesondere Orientforschung. Sein Hauptinteresse war die Architektur des Alten Mesopotamien. Zu diesem Thema verfasste er eine Vielzahl von Schriften. Vor dem Zweiten Weltkrieg war er im Auftrag der Deutschen Orient-Gesellschaft Teilnehmer bei Ausgrabungen in Uruk im Irak. Ab 1967 leitete er Ausgrabungen in Habuba Kabira sowie ab 1969 bei Mumbaqat in Syrien.
Der Nachlass Heinrichs befindet sich im Universitätsarchiv der TU Berlin.

## Schriften (Auswahl)
- Bauwerke in der altsumerischen Bildkunst. Harrassowitz, Wiesbaden 1957
- mit Kurt Bittel (Hrsg.): Vorderasiatische Archäologie. Studien und Aufsätze. Anton Moortgat zum 65. Geburtstag. Mann, Berlin 1964
- Die Tempel und Heiligtümer im alten Mesopotamien. de Gruyter, Berlin 1982,
- Die Paläste im alten Mesopotamien. de Gruyter, Berlin 1984, ISBN 3-11-009979-9